# Jezioro Niezabyszewskie
Jezioro Niezabyszewskie (kaszb. Jezoro Niézabëszéwsczé) – jezioro wytopiskowe położone na Pojezierzu Bytowskim (powiat bytowski, województwo pomorskie). Niezabyszewskie zajmuje powierzchnię 48,4 ha, znajduje się w kierunku południowo-zachodnim od Bytowa.
Nazwę Niezabyszewskie Jezioro wprowadzono urzędowo zarządzeniem w 1950 roku, zastępując poprzednią niemiecką nazwę Damsdorfer See.